# Grande Paz de Montreal

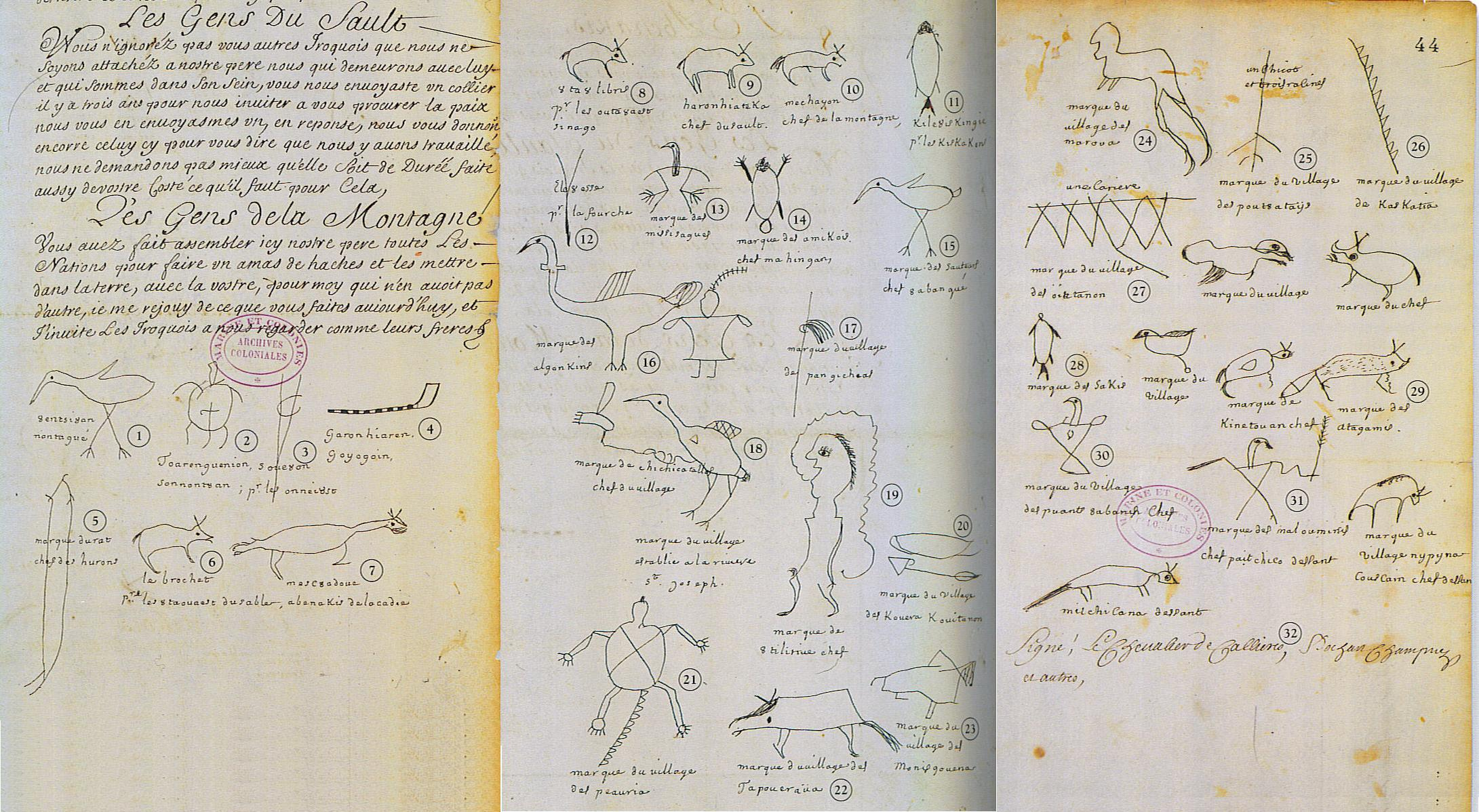
Cópia do tratado incluindo assinaturas

A Grande Paz de Montreal (em francês: La Grande paix de Montréal) foi um tratado de paz entre a Nova França e as 39 Primeiras Nações da América do Norte que pôs fim às Guerras dos Castores. Foi assinado em 4 de agosto de 1701, por Louis-Hector de Callière, governador da Nova França, e 1300 representantes de 39 nações indígenas.
Presentes para o evento diplomático foram os vários povos; parte da confederação iroquesa, os povos Hurons e dos Algonquinos.
Isso às vezes é chamado de Grande Acordo de 1701. Muitas vezes é referido como La Paix des Braves , que significa "A Paz dos Bravos".

## Resultado
O tratado foi altamente simbólico para as nações aborígines, pois a Árvore da Paz foi agora estabelecida entre todas as nações dos Grandes Lagos. O comércio e as expedições exploratórias foram retomadas silenciosamente em paz após a assinatura do tratado. O explorador francês Antoine Laumet de La Mothe, Sieur de Cadillac deixou Montreal para explorar a região dos Grandes Lagos, fundando o Forte Pontchartrain du Détroit (atual Detroit) em julho. Os padres jesuítas retomaram seu trabalho baseado em missões espirituais no norte. A Grande Paz de Montreal é um evento diplomático único na história da América do Norte e do Sul. O tratado ainda é considerado válido pelos povos indígenas das tribos das Primeiras Nações americanas envolvidas.
Os franceses nas negociações seguiram sua política tradicional na América do Norte e do Sul, onde seu relacionamento com alguns dos nativos era caracterizado pelo respeito e admiração mútuos e baseado no diálogo e na negociação. De acordo com o historiador do século 19, Francis Parkman: "A civilização espanhola esmagou o índio; a civilização inglesa o desprezou e o negligenciou; a civilização francesa o abraçou e o valorizou".